# Meliosma laui
Meliosma laui är en tvåhjärtbladig växtart som beskrevs av Elmer Drew Merrill. Meliosma laui ingår i släktet Meliosma och familjen Sabiaceae. Inga underarter finns listade.